# Cleonâncio Fonseca
José Cleonâncio da Fonseca (Boquim, 14 de dezembro de 1936 — Aracaju, 1 de janeiro de 2021) foi um notário, agropecuarista, citricultor e político brasileiro com atuação em Sergipe.

## Biografia
Filho de Venâncio Fernandes da Fonseca e Cleonice Soares da Fonseca. notário público (1956-1963) em sua cidade natal, foi eleito vereador pela UDN numa eleição realizada em novembro de 1961 e com o advento do bipartidarismo imposto pelos militares via Ato Institucional Número Dois ingressou na ARENA e foi eleito deputado estadual em 1966 e 1970, interrompendo o mandato ao ser eleito prefeito de Boquim em 1972, cargo o qual deixou para eleger-se à Assembleia Legislativa de Sergipe em 1974, 1978 e 1982, este último mandato já pelo PDS.
Eleito deputado federal em 1986, 1990, 1994, 1998 e 2002, participou da Assembleia Constituinte de 1988 responsável pela elaboração da nova Constituição e votou pelo impeachment do presidente Fernando Collor. Nesse interregno passou por seis partidos até fixar-se no PP e tornar-se membro do diretório nacional do partido. Não se reelegeu em 2006.
Irmão de Venâncio Fonseca, que foi eleito deputado estadual em 1994, 2002, 2006, 2010 e 2014.
Pai de José Kleber de Santana Fonseca, eleito prefeito da cidade de Pedrinhas/SE por dois mandatos (2001/2004, 2005/2008), onde Cleonâncio destinou diversas emendas para construção de casas populares, praças e pavimentações.
Pai de Honorina Oliva da Fonseca Fernandes (Nonó), vereadora da cidade de Boquim, a qual foi eleita nos pleitos de 1996, 2000, 2004, 2008, 2012, 2016 e 2020.
Pai também de Carmem (in memoriam), Tereza e Jussara, as quais não seguiram os passos do pai na política.
Morreu em 1 de janeiro de 2021, aos 84 anos, em Aracaju.